# Krzysztof Pawlaczyk
Krzysztof Pawlaczyk (ur. 26 sierpnia 1993) – polski piłkarz ręczny, lewy rozgrywający, od 2016 zawodnik Zagłębia Lubin.
Wychowanek Nielby Wągrowiec, w latach 2012–2016 występował w jej pierwszym zespole. W barwach Nielby przez trzy sezony grał w I lidze, a przez jeden sezon w I lidze. W najwyższej klasie rozgrywkowej rozegrał w sezonie 2014/2015 17 meczów i zdobył dwa gole. W sezonie 2015/2016, w którym wystąpił w 26 spotkaniach i rzucił 107 bramek, był drugim najlepszym strzelcem Nielby w I lidze.
W 2016 przeszedł do Zagłębia Lubin, w którego barwach zaczął regularnie występować w Superlidze. W sezonie 2016/2017 rozegrał 22 mecze i zdobył 33 gole. W sezonie 2017/2018 wystąpił w 32 spotkaniach, w których rzucił 48 bramek. W sezonie 2018/2019 rozegrał 32 mecze i zdobył 42 gole.

## Statystyki
| Nielba Wągrowiec                | 2012/2013 | I liga    | 10 | 18  | 1,8 |
| Nielba Wągrowiec                | 2013/2014 | I liga    | 18 | 16  | 0,9 |
| Nielba Wągrowiec                | 2014/2015 | Superliga | 17 | 2   | 0,1 |
| Nielba Wągrowiec                | 2015/2016 | I liga    | 26 | 107 | 4,1 |
| Nielba Wągrowiec                | Razem     | Razem     | 71 | 143 | 2   |
| Zagłębie Lubin                  | 2016/2017 | Superliga | 22 | 33  | 1,5 |
| Zagłębie Lubin                  | 2017/2018 | Superliga | 32 | 48  | 1,5 |
| Zagłębie Lubin                  | 2018/2019 | Superliga | 32 | 42  | 1,3 |
| Zagłębie Lubin                  | Razem     | Razem     | 86 | 123 | 1,4 |
| Stan na koniec sezonu 2018/2019 |           |           |    |     |     |